# Конвой SO-626
Конвой SO-626 — японський конвой часів Другої світової війни, проведення якого відбувалось у червні — липні 1943 року.
Конвой сформували на Палау (важливий транспортний хаб на заході Каролінських островів) для проведення групи транспортних суден до Рабаула — головної передової бази в архіпелазі Бісмарка, з якої провадились операції на Соломонових островах та сході Нової Гвінеї.
До складу SO-626 увійшли транспорти «Бунзан-Мару», «Дакар-Мару», «Кінсен-Мару», «Тохо-Мару», «Чінсей-Мару» та ще два неідентифіковані судна, а ескорт складався із мисливців за підводними човнами CH-23 та CH-39.
26 червня 1943 року судна вийшли із Палау та попрямували на південний схід. Хоча на комунікаціях архіпелагу Бісмарка традиційно діяли американські підводні човни, проте конвой SO-626 пройшов без інцидентів та 3 липня прибув до Рабаула.